# Італійські мови
Італійські мови — мовна сім'я Індоєвропейської мовної родини. Вона включає романські мови (серед них французька, італійська, португальська, іспанська та інші) і кілька мертвих мов.
Фонетика мов розвивалася від праіндоєвропейської до праіталійської (латинська мова в цьому випадку).
- b > b
- bh > f
- d > d
- dh > f
- g > g
- gh > h/f
- gw > v/g
- k > k (c)
- kw > kw (qu)/k (c)
- l > l
- m > m
- n > n
- p > p/ qu
- r > r
- s > s
- t > t
- w > v

## Класифікація
Італьські мови мають дві основні гілки:
- Оско-умбрійська, що включає:
  - Оскійську мову, якою розмовляли у південно-центральній частині Апеннінського півострова.
  - Умбрійську мовну підгрупу, до якої входили:
    - Умбрійська мова
    - Вольська мова
    - Еквінська мова
    - Марсійська мова

  - Південнопіценську мову
- Латино-фаліскську підгрупу, до якої входили:
  - Фаліскська мова
  - Латинська мова, від якої походять сучасні
    - Романські мови